# Kagera (Region)

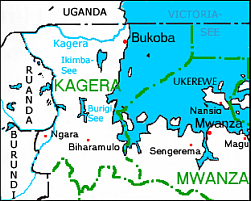
Region Kagera

Die Verwaltungsregion Kagera liegt im äußersten Nordwesten von Tansania. Verwaltungssitz der Region ist Bukoba am Victoriasee.

## Geographie
Kagera liegt südlich des Äquators zwischen 01°00' und 02°45' Süd sowie zwischen 30°25' und 32°40' Ost. Darin enthalten sind große Teile des Victoriasees. Die östliche Grenze  markiert die Insel Nabuyongo.

### Fläche
Die Region hat eine Fläche von 40.838 km². Davon bestehen 28.953 km² aus Landmasse und die restlichen 11.885 km² sind die Wasserflächen des Victoriasees und der Seen Ikimba, Burigi, Ngono sowie des Kagera. Die Kagera-Region ist die fünfzehntgrößte Region Tansanias. Dieses entspricht 3,2 Prozent der Fläche von Tansania.

### Bevölkerung
Gemäß einer nationalen Zählung von 2003 betrug die Bevölkerung 2 Millionen Menschen mit einer jährlichen Wachstumsrate von 3,1 Prozent. Mit der Volkszählung 2012 waren es bereits 2,5 Millionen Einwohner. Die Volkszählung 2022 ergab fast 3 Millionen Einwohner.
Im östlichen Teil der Region leben vorwiegend Menschen des Volkes der Haya und im westlichen Teil Angehörige der Nyambo.

### Klima und Vegetation
Die Kagera-Region besitzt fruchtbare Böden. Diese sind aber teilweise durch intensive landwirtschaftliche Nutzung nährstoffarm geworden. Niederschläge fallen reichlich. Durch die vorherrschenden Ostwinde werden regenreiche Wolken vom Victoriasee herangetragen, was zu einer nahezu immergrünen Vegetation in der Region führt.

### Nachbarregionen
Im Norden grenzt die Region an Uganda, im Westen an Ruanda und Burundi. Innerhalb Tansanias sind die Verwaltungsregionen Kigoma sowie Geita im Süden und über den Victoriasee Mwanza und Mara im Osten benachbart.
|         | Uganda                                      | Mara   |
| Ruanda  | Kompassrose, die auf Nachbargemeinden zeigt | Mwanza |
| Burundi | Kigoma                                      | Geita  |

## Geschichte

### Name
Die Region ist nach dem Fluss Kagera benannt, der in Ruanda entspringt, dann durch den Norden der Region fließt und schließlich in den Victoriasee mündet. Der Kagera wird als Teil des Nils gesehen, da der Nil im Norden aus dem Victoriasee hervortritt.
Die Region war früher bekannt als West Lake Region. Im Jahr 1979 wurde sie in Kagera umbenannt. Auslöser war der Krieg zwischen Tansania und Uganda, in dem der damalige Diktator Ugandas Idi Amin versuchte die Region dauerhaft zu annektieren.

### Die Königreiche der Buhaya
Im 19. Jahrhundert bildeten sich neun Königreiche in Buhaya – dem Land das durch die Volksgruppe der Haya besiedelt wurde – an der Westküste des Victoriasees heraus. Diese hießen: Kihanja, Karagwe, Kiziba, Misenye, Bugabo, Kyamtwara, Ihangiro, Bukara und Biharamulo und waren gegenüber anderen zeitgenössischen afrikanischen Gesellschaften stark hierarchisch organisiert.
Die Könige – auch nach der einheimischen Sprache Omukamas genannt – lebten in ausgebauten Palästen und legitimierten sich als direkte Abkömmlinge von Göttern. Sie verfügten über die Einnahmen aus einem differenzierten Steuersystem.

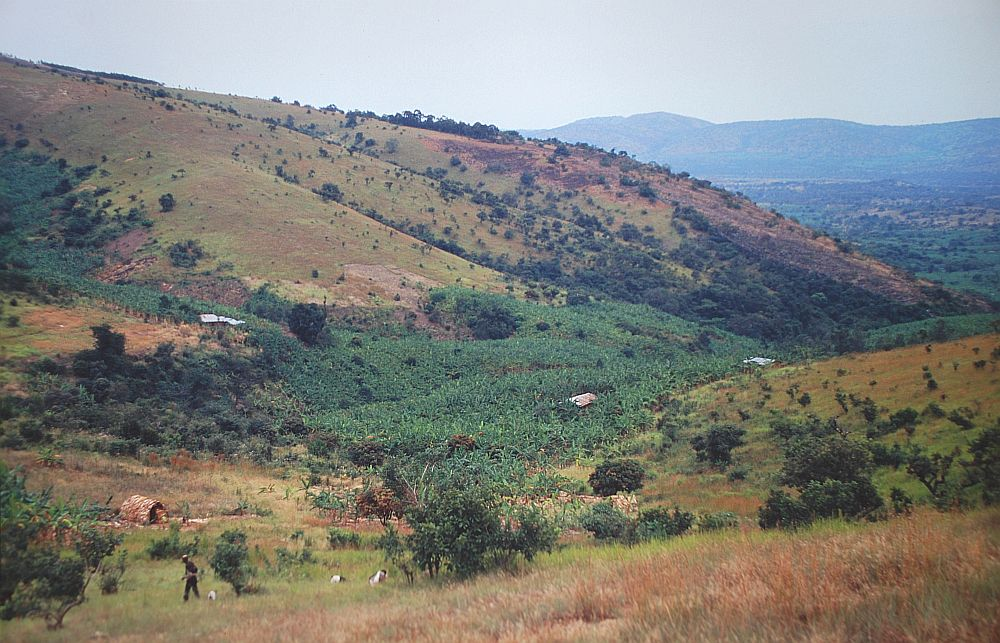
Bananenanbau in der Kagera Region

Noch vor Ankunft der Kolonialherren begannen die Einwohner der Königreiche mit dem Anbau von Kaffee und Bananen. Dieser blieb bis zur Unabhängigkeit in der Hand einheimischer Bauern und vor allem der Omukamas, die es in dieser Zeit zu einigen Reichtum brachten. Grund hierfür war auch, dass die Zahl weißer Siedler in der Region verschwindend gering blieb, die beispielsweise in den anderen Teilen Afrikas wie im Hochland Kenias die einheimischen Bauern verdrängten. Da die Region – weit im Inneren Afrikas gelegen – keine nennenswerte Verkehrsanbindung erhielt, konservierte sich dieser Zustand.

### Kolonialzeit
Die koloniale Inbesitznahme Kageras erfolgte 1890 durch die Deutschen, die die Region in die Kolonie Deutsch-Ostafrika eingliederten. In Bukoba wurde ein Fort errichtet und Offiziere der Schutztruppe entsendet. Die Königreiche Buhayas schöpften zunächst Vorteile durch diese Besetzung. Denn die deutschen Truppen garantieren Schutz vor Sklaveneintreibern und den Baganda. Die Baganda lebten nördlich des Victoriasees im heutigen Uganda. Sie drangen mehrmals in die Königreiche der Bahaya ein und duldeten keine anderen Boote auf dem Victoriasee. Um die Jahrhundertwende machten die Deutschen die Omukamas tributpflichtig, beließen aber das Steuersystem der Bahayas unangetastet.
Die evangelisch-lutherische Kirche gründete die ersten Missionen in Kagera. Aber auch andere Missionen wie die römisch-katholische Kirche (die Weißen Väter) entwickelten mit der Zeit eine rege Tätigkeit in der Region.
Nach dem Ersten Weltkrieg gelangte die Region Kagera wie der Rest Tansanias unter britische Herrschaft. Ähnlich wie unter deutscher Herrschaft beließen die Briten die Omukamas als Mittelsmänner bei und übten einen indirect rule über das Gebiet aus.
Die Hayas gründeten eine der ersten Interessenvereinigungen Ostafrikas für eine Volksgruppe: die Bahaya Union.

### Nach der Unabhängigkeit Tansanias
Im Jahr 1964 – nach der Unabhängigkeit Tansanias – löste der erste Präsident des Landes Julius Nyerere die Königreiche der Buhaya auf. Er sah in ihnen ein Hindernis für die nationale Einheit des postkolonialen Staates. Durch den Verfall des Kaffeepreises und den Krieg mit Uganda 1979 fiel die einstmals prosperierende Wirtschaft der Region hinter andere Regionen Tansanias zurück.

## Verwaltungsgliederung
Die Region wird in acht Distrikte unterteilt:
| Distrikt    | Fläche km² | Einwohner 1988 | Einwohner 2002 | Einwohner 2012 | Einwohner 2016 | Einwohner 2022 |
| ----------- | ---------- | -------------- | -------------- | -------------- | -------------- | -------------- |
| Biharamulo  | 5.627      | 209.279        | 159.055        | 323.486        | 367.120        | 457.114        |
| Bukoba      | 5.071      | 340.800        | 241.234        | 289.697        | 328.773        | 322.448        |
| Bukoba (MC) | 80         | 46.503         | 80.868         | 128.796        | 146.169        | 144.938        |
| Karagwe     | 4.630      | 284,137        | 201.446        | 332.020        | 376.805        | 385.744        |
| Kyerwa      | 3.086      | -              | 222.841        | 321.026        | 364.328        | 412.910        |
| Missenyi    | 2.709      | -              | 152.786        | 202.632        | 229.964        | 245.394        |
| Muleba      | 10.739     | 273.329        | 385.184        | 540.310        | 613.190        | 637.659        |
| Ngara       | 3.744      | 159.546        | 334.409        | 320.056        | 363.227        | 383.092        |

## Wirtschaft
Die Wirtschaft ist vor allem auf den Agrarsektor ausgerichtet. Wichtigste Anbaupflanzen für den Export sind Kaffee, Bananen und zunehmend auch Tee. Darüber hinaus werden Mais, Süßkartoffeln und vor allem Kochbananen für den eigenen Verzehr gezüchtet.

### Tourismus
Kagera gilt als eine wichtige Transitregion für Touristen nach Ruanda, Uganda und ins Innere Tansanias. Zwischen Bukoba und Mwanza, der größten Stadt Tansanias am Victoriasees, verkehrt eine Fähr- und Fluglinie. Der nächste größere Flughafen ist der Internationale Flughafen von Entebbe bei Kampala in Uganda. Zwischen Kampala und Bukoba verkehrt eine regelmäßige Buslinie.
Die Kagera Region beherbergt eine Reihe von Nationalparks: Rubondo, Burigi-Chato, Ibanda-Kyerwa und Rumanyika-Karagwe. Der namensverwandte Kagera-Nationalpark liegt allerdings nicht in Tansania, sondern auf der anderen Seite des Grenzflusses Kagera in Ruanda.